# Japón en los Juegos Olímpicos de Pekín 2022
Japón estuvo representado en los Juegos Olímpicos de Pekín 2022 por un total de 124 deportistas que competirán en 13 deportes. Responsable del equipo olímpico es el Comité Olímpico Japonés, así como las federaciones deportivas nacionales de cada deporte con participación.
Los portadores de la bandera en la ceremonia de apertura fueron el esquiador de combinada nórdica Akito Watabe y la patinadora de velocidad Arisa Go.

## Medallistas
El equipo olímpico japonés obtuvo las siguientes medallas:
| Nombre | Deporte               | Competición               |
| --- | --------------------- | ------------------------- |
| Oro |                       |                           |
| Miho Takagi                                                                                                   | Patinaje de velocidad | 1000 m F                  |
| Ryoyu Kobayashi                                                                                               | Saltos en esquí       | Trampolín normal M        |
| Ayumu Hirano                                                                                                  | Snowboard             | Halfpipe M                |
| Plata |                       |                           |
| Satsuki Fujisawa Chinami Yoshida Yumi Suzuki Yurika Yoshida Kotomi Ishizaki                                   | Curling               | Equipo F                  |
| Yuma Kagiyama                                                                                                 | Patinaje artístico    | Individual M              |
| Shoma Uno Yuma Kagiyama Wakaba Higuchi Kaori Sakamoto Riku Miura Ryuichi Kihara Misato Komatsubara Tim Koleto | Patinaje artístico    | Equipo                    |
| Miho Takagi                                                                                                   | Patinaje de velocidad | 500 m F                   |
| Miho Takagi                                                                                                   | Patinaje de velocidad | 1500 m F                  |
| Ayano Sato Miho Takagi Nana Takagi                                                                            | Patinaje de velocidad | Persecución por equipos F |
| Ryoyu Kobayashi                                                                                               | Saltos en esquí       | Trampolín grande M        |
| Bronce |                       |                           |
| Akito Watabe                                                                                                  | Combinada nórdica     | TG + 10 km M              |
| Yoshito Watabe Hideaki Nagai Akito Watabe Ryota Yamamoto                                                      | Combinada nórdica     | TG + 4×5 km por equipo M  |
| Ikuma Horishima                                                                                               | Esquí acrobático      | Baches M                  |
| Shoma Uno | Patinaje artístico    | Individual M              |
| Kaori Sakamoto                                                                                                | Patinaje artístico    | Individual F              |
| Wataru Morishige                                                                                              | Patinaje de velocidad | 500 m M                   |
| Sena Tomita                                                                                                   | Snowboard             | Halfpipe F                |
| Kokomo Murase                                                                                                 | Snowboard             | Big air F                 |